# Lee Chun-soo
Lee Chun-soo (* 9. Juli 1981 in Incheon) ist ein ehemaliger südkoreanischer Fußballspieler.

## Werdegang
Lee Chun-soo startete seine Karriere in Südkorea bei Ulsan Tigers. Bei der Weltmeisterschaft 2002 machte er auf sich aufmerksam. Real Sociedad San Sebastián verpflichtete ihn und er wurde damit der erste Südkoreaner in der Primera División. Er konnte sich allerdings nicht durchsetzen und nach einem kurzen Zwischenspiel bei CD Numancia kehrte er nach Südkorea zu Ulsan Tigers zurück. Im Sommer 2006 lehnte er ein Angebot des FC Portsmouth ab. Anfang September 2007 wechselte er dann für eine geschätzte Ablösesumme von 2 Millionen Euro zum niederländischen Verein Feyenoord Rotterdam.
Lee Chun-soo war einer der Schlüsselspieler in der Nationalmannschaft während der Weltmeisterschaften 2002 und 2006 sowie bei den Olympischen Spielen 2004. 2002 veröffentlichte er ein Buch über die Weltmeisterschaft, in dem er unter anderem Guus Hiddink wegen seiner Vulgärsprache und mehrere Mannschaftskameraden kritisierte.

## Erfolge
- KNVB-Pokal: 2007/08